# Geoff Lees
Geoff Lees (n. 1 mai 1951, Atherstone, Anglia, Regatul Unit) este un fost pilot de Formula 1. De-a lungul carierei a luat startul în 5 curse, niciuna din pole-position. Nu a câștigat nicio cursă și nu a terminat niciodată pe podium, acumulând 0 puncte în întreaga activitate ca pilot de Formula 1.